# Somhairle MacGill-Eain
Sorley MacLean (en gaèlic escocès: Somhairle MacGill-Eain, o bé "MacGilleathain") (Raasay, 26 d'octubre de 1911 - 24 de novembre de 1996) fou un poeta escocès, un dels més significatius del país al segle xx.
Nasqué a Osgaig a l'illa de Raasay el 26 d'octubre de 1911, on el gaèlic escocès era la llengua més parlada.
Estudià a la Universitat d'Edimburg on destacà com a jugador de futbol. Després tornà al Highland i a la seva illa, on treballà com a mestre.
Començà a escriure en anglès, però després d'escriure el seu primer poema en gaèlic, An Corra-Ghridheach ("La garsa"), decidí que ho feia millor que en anglès, i a finals dels anys 30 esdevingué el poeta més destacat en aquesta llengua.
De jovenet abandonà el presbiterianisme i milità en l'extrema esquerra. Serví al nord d'Àfrica durant la Segona Guerra Mundial i hi fou ferit tres cops, un d'ells de gravetat. Els seus poemes canten el genocidi cultural escocès del segle xix, així com les de Biafra i Ruanda.

### Antologies
- MacAulay, Donald (Domhnall MacAmhlaigh) [ed] (1977). Nua-Bhàrdachd Ghàidhlig / Modern Scottish Gaelic Poems: A Bilingual Anthology. New Directions, New York. pp.70-115: "Am Mùr Gorm/The Blue Rampart", "Camhanaich/Alba", "An Uair a Labhras mi mu Aodann/Quan parlo de la cara", "Cha do Chuir de Bhuaireadh riamh/Never has such Turmoil been Put", "Gaoir na h-Eòrpa/El crit d'Europa", "An Roghainn/L'elecció", "Coin is Madaidhean-Allaidh/Gossos i llops", "A' Chorra-Ghritheach/La garsa", "Hallaig/Hallaig", "Coilltean Ratharsair/Els boscos de Raasay", "Ban-Gàidheal/Dona del Highland ", "Glac a' Bhàis/Vall de la mort", "Latha Foghair/Un dia de tardor", "Aig Uaigh Yeats/A la tomba de Yeats".